# 矢嶋英敏
矢嶋 英敏（やじま ひでとし、1935年（昭和10年）1月25日 - 2021年 (令和3年) 7月7日 ）は、日本の防衛庁官僚、実業家。株式会社島津製作所元代表取締役社長、代表取締役会長、相談役。社団法人京都工業会会長、社団法人日本分析機器工業会会長、財団法人関西文化学術研究都市推進機構理事長、慶應義塾評議員を歴任。勲章は旭日重光章、褒章は藍綬褒章。

## 人物
10歳で終戦を迎える。慶應義塾大学文学部でドイツ文学を専攻し、慶應義塾体育会野球部入部、マスコミ志望だった。防衛庁に入省しの輸入課契約係から創立直後の日本航空機製造株式会社へ移り、第二次世界大戦後に初めて日本のメーカーが開発した旅客機である「YS-11」の販売に当たる。西アフリカ地域を担当。更に、42歳で島津製作所にスカウトされて航空機部品の売り込みに奔走。当社の社員でノーベル化学賞を受章した田中耕一のノーベル賞受賞決定の第一報を、アメリカ出張中に聞く。会社創設以来、27年ぶりに京都大学出身者以外の経歴で社長に登り詰め、赤字だった会社を奇跡のV字回復を達成させた。

## 経歴
- 1935年 - 群馬県前橋市生まれ。
- 1950年 - 東京学芸大学附属世田谷中学校卒業。
- 1953年 - 東京都立青山高等学校卒業[4]。
- 1957年 - 慶應義塾大学文学部独文科卒業。
  - 同年、防衛庁入省。輸入課契約係。
- 1959年 - 日本航空機製造入社。海外販売営業担当。
- 1977年 - 株式会社島津製作所入社。専門課長で入社。
- 1990年 - 取締役航空機器事業部長。
- 1994年 - 常務取締役。
- 1996年 - 専務取締役。
- 1998年 - 中途入社社員として初の代表取締役社長に就任。
- 2003年 - 代表取締役会長。
- 2008年 - 取締役相談役。
- 2021年 - 死去。86歳没。

## 受章
- 藍綬褒章（2002年）[5]
- 旭日重光章（2011年）[6][7]
- 従四位（2021年）[8]

## その他役職
- 社団法人京都工業会会長
- 社団法人日本電気計測器工業会副会長
- 京都経営者協会副会長
- 日本経済団体連合会常任理事
- 京都商工会議所副会頭
- 社団法人関西経済連合会副会長
- 東京学芸大学附属世田谷中学校緑友同窓会会長
- 社団法人バイオ産業情報化コンソーシアム理事
- 社団法人日本電機工業会評議員
- 社団法人日本産業機械工業会理事
- 財団法人日本科学技術振興財団理事
- 社団法人日本航空宇宙工業会副会長
- 社団法人日本分析機器工業会会長
- 社団法人日本電気計測器工業会副会長
- 京都工芸繊維大学経営協議会委員